# Ojacastro
Ojacastro es un municipio y localidad española de la comunidad autónoma de La Rioja. Está formado por cinco núcleos de población: la villa de Ojacastro y las aldeas de Tondeluna, Arviza, Uyarra y San Asensio de los Cantos.
Forman parte del municipio, además, las aldeas deshabitadas de Amunartia, Zabárrula (sin casas, se mantiene la romería anual de La Magdalena) y Ulizarna (deshabitada, mantiene un establo de ganadería caballar).

## Toponimia
El nombre de la localidad proviene de los  términos Oja y Castro, es decir, el castro o lugar fortificado del Oja. El orden de composición del nombre es de origen euskérico, puesto que en romance sería en sentido contrario (Castro-Oja). El término Castro es por tanto un préstamo romance.
- En los falsos Votos de San Millán aparece como Valle de Oggacastro.
- En 974 aparece como Oia Castro (en donaciones del Rey Sancho de Navarra al monasterio de San Andrés de Cirueña).
- En 1052 aparece como Olia Castro (en una dotación del Rey García de Navarra al monasterio de Santa Mª de Nájera).
- En 1087 aparece como valle de Oggacastro (Alfonso VI de León dona al monasterio de San Millán el de San Sebastián).
- En 1092 aparece como Valle de Oxacastro (concesión de Alfonso VI de León al monasterio de Valvanera).
- En otros documentos posteriores van apareciendo las grafías Oxa Castro, Oxacastro, Oia Castro, Oggacastro, Olia Castro, Hojacastrum, Oiacastro, Ogia Castro, Ojiacastro.[3][4][5]

## Historia

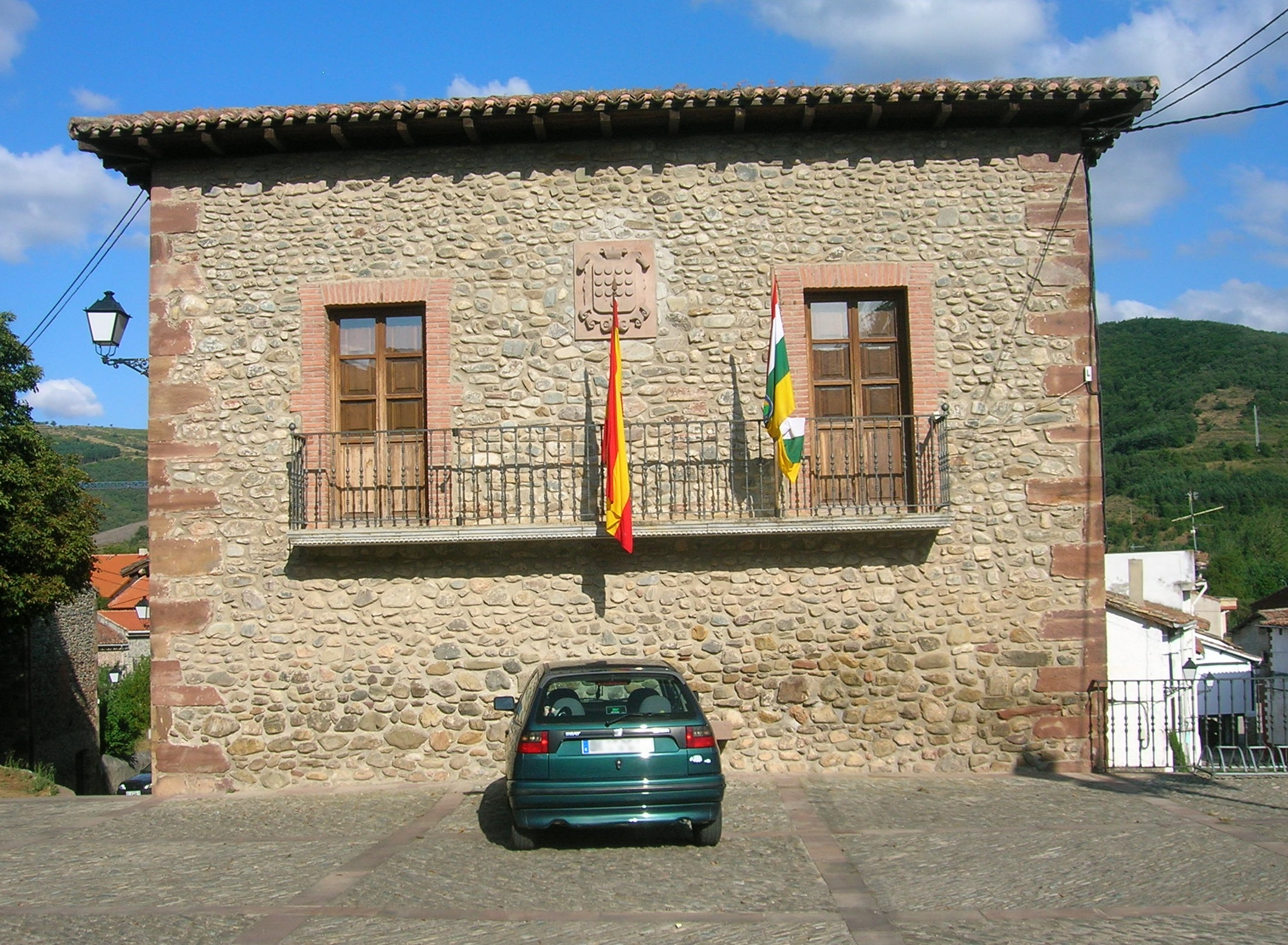
Casa consistorial

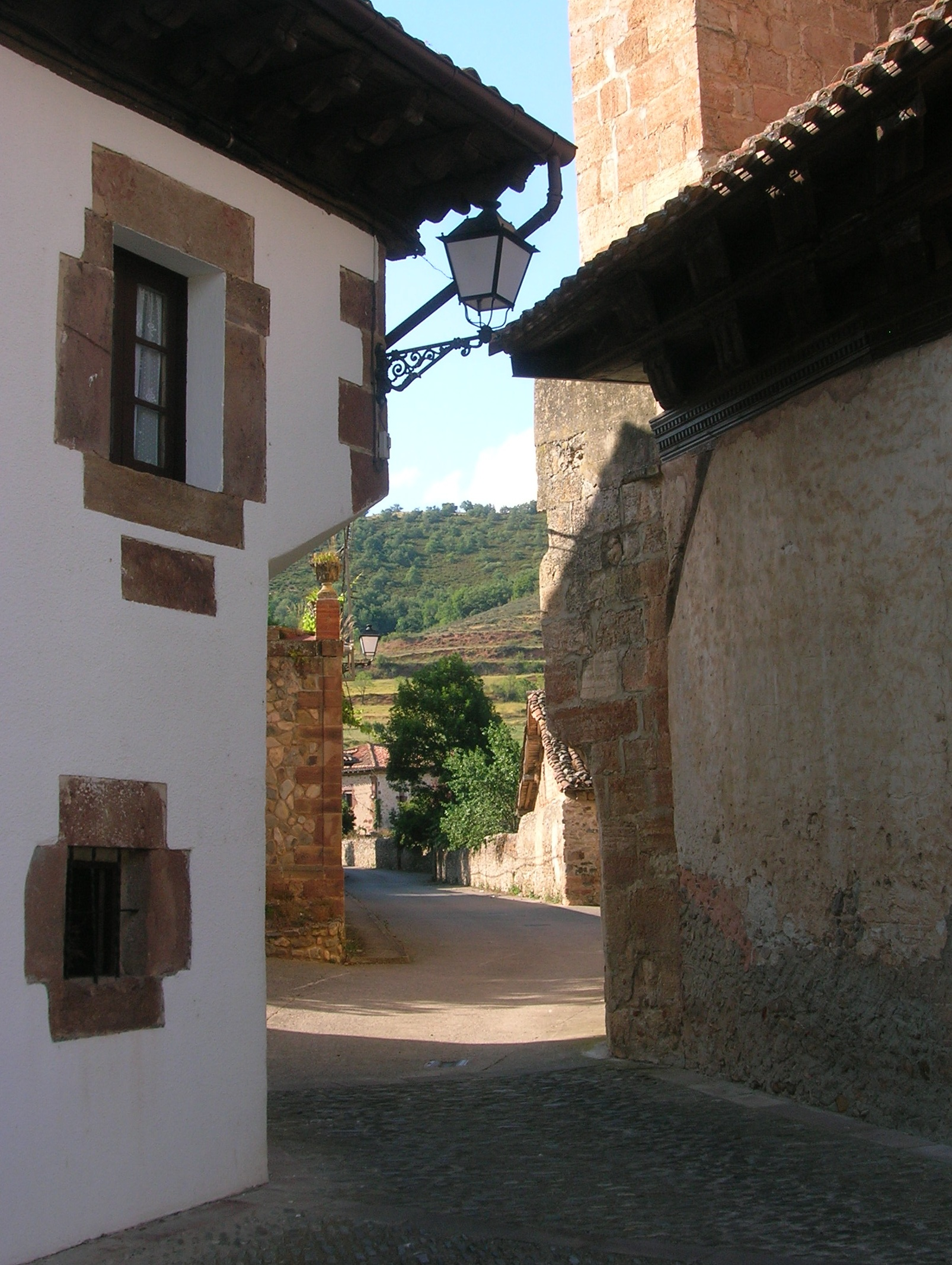
Calle junto a la iglesia

No existen testimonios escritos anteriores al siglo X. Los primeros pueblos que habitaron la cuenca del Oja, según Merino Urrutia, que se basa en estudios de la toponimia del lugar, fueron los autrigones y los berones.
De la época neolítica se han encontrado una punta de flecha de pedernal, cerca de la Tejera, y un hacha pulimentada de canto rodado, por la zona de los Trigales; existen otras hachas de pedernal, sin constancia del lugar del hallazgo.
Por Zabárrula, Ulizarna y Arviza se han localizado hachas de piedra (llamadas «piedra de rayo» por los vecinos) idénticas a las hachas pulimentadas del neolítico encontradas en Ezcaray y en Tres Fuentes.
De la Edad del Hierro y de la del Bronce se ha encontrado una punta de lanza de bronce, con hueco para meter un palo, al pie de la Peña de San Torcuato.
En la época romana, estas tierras pertenecieron a la provincia tarraconense.
Parece ser que en Ojacastro hubo un asentamiento romano de tipo militar.
En la falda sur de la Peña San Torcuato, se han hallado sepulturas y monedas de la época romana y una herramienta de hierro. Estas sepulturas son semejantes a las aparecidas en la localidad de Ojacastro, en el barrio de Nuza.
El valle fue hasta el siglo XIV un reducto del idioma vasco que en zonas más llanas de La Rioja se había perdido en siglos anteriores. Se da la circunstancia de que en el siglo anterior, la justicia castellana reconoció a los habitantes de Ojacastro el derecho a declarar en este idioma en los juicios, por ser hablado en la zona.
En una fazaña o sentencia de los primeros jueces castellanos basados en la costumbre como fuente del derecho, el alcalde veta en el siglo XIII, sobre 1239, un merino (jefe de la policía o funcionario real) venido de Burgos a participar en un juicio, pues según los fueros de la villa era indispensable saber euskara para ello:
«Esto es por fazanya que el Alcalde de Oia-Castro si le demandase ome de fuera de la Villa o de la Villa que el recudiese en Vascuence».
El 24 de abril de 1312, el rey castellano Fernando IV le concedió un Fuero «al valle de la villa de Ojacastro, Ezcaray e Zorraquín e Valgañón», cuya intención seguía siendo repoblar esta zona, fronteriza con el Reino de Navarra. Siguió vigente hasta la retirada de los fueros en 1876 tras la tercera guerra carlista.
Durante la Guerra de Independencia, algunos de sus vecinos tuvieron un papel activo. El 29 de abril de 1813, León Sáez Alesanco, natural de Ojacastro y soldado del 4.º Batallón de Iberia, muere en la cercana villa de Valgañón, lugar de la retaguardia donde este batallón hostigaba a las fuerzas napoleónicas en su retirara de Burgos a Vitoria. Gracias a los libros parroquiales de dicho pueblo sabemos que está enterrado en la iglesia de San Andrés, en la sepultura n.º 23.

## Geografía humana

### Demografía
Cuenta con una población de 179 habitantes (INE 2024).
| Gráfica de evolución demográfica de Ojacastro entre 1842 y 2021                                                       |
| |
| Población de derecho según los censos de población del INE. Población de hecho según los censos de población del INE. |

### Demografía reciente del núcleo principal
Ojacastro (localidad) contaba a 1 de enero de 2010 con una población de 198 habitantes, 114 hombres y 84 mujeres.
| Gráfica de evolución demográfica de Ojacastro (localidad) entre 2000 y 2018                      |
|                                                                                                  |
| Población de derecho (2000-2010) según los censos de población del INE a 1 de enero de cada año. |

### Población por núcleos
Las aldeas de Ojacastro hasta finales del siglo XIX, cuando se despoblaron varias de ellas, se dividían en dos "cuadrillas"; la de "Arrupia" comprendía las situadas en la margen izquierda del río Oja y la de "Garay", en la margen derecha. De hecho era tal la importancia de las aldeas en el municipio de Ojacastro que su escudo, formado por 12 puntos sobre un fondo liso, representa a las 12 aldeas existentes originalmente. Sin embargo, el número de éstas, así como el de cabañas y asentamientos ha variado en el tiempo. De ahí la dificultad de aclarar y concretar las 12 aldeas que representa el escudo de la villa.
La cuadrilla de Arrupia la conformaban las aldeas de: Amunartia, Arviza, Masoa, Matalturra, Tondeluna y Zabárrula.

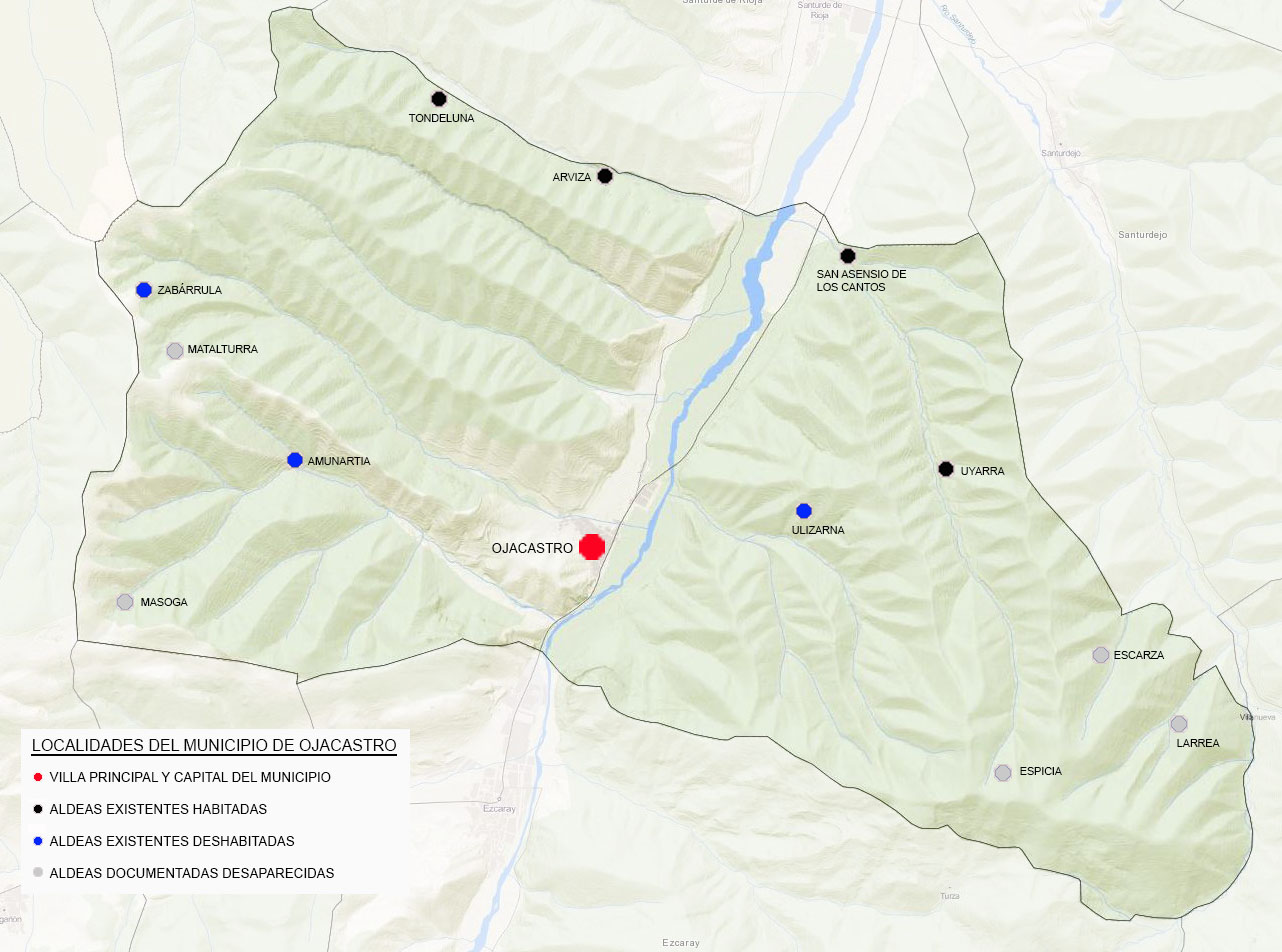
Mapa de las aldeas y despoblados de Ojacastro

La cuadrilla de Garay la conformaban las aldeas de: Escarza, Espidia, Larrea, San Asensio de los Cantos, Uyarra y Ulizarna.
| Núcleos                   | Habitantes (2000) | Habitantes (2010) | Notas                             |
| ------------------------- | ----------------- | ----------------- | --------------------------------- |
| Ojacastro                 | 225               | 198               |                                   |
| Amunartia                 | 1                 | 0                 | Despoblado en 2001                |
| Arviza                    | 7                 | 3                 |                                   |
| Escarza                   | 0                 | 0                 | Despoblado en 1890                |
| Espidia                   | 0                 | 0                 | Despoblado                        |
| Larrea                    | 0                 | 0                 | Despoblado en los siglos XV y XVI |
| Masoa                     | 0                 | 0                 | Despoblado en el siglo XVIII      |
| Matalturra                | 0                 | 0                 | Despoblado                        |
| San Asensio de los Cantos | 4                 | 2                 |                                   |
| Tondeluna                 | 6                 | 3                 |                                   |
| Ulizarna                  | 1                 | 0                 | Despoblado en 2003                |
| Uyarra                    | 5                 | 3                 |                                   |
| Zabárrula                 | 0                 | 0                 | Despoblado                        |

## Administración
| Periodo   | Nombre                    | Partido |
| --------- | ------------------------- | ------- |
| 1979-1983 | Zenón Cámara Crespo       | UCD     |
| 1983-1987 | Fernando Marín Soto       | PP      |
| 1987-1991 | Fernando Marín Soto       | PP      |
| 1991-1995 | Fortunato Silvestre Rubio | PSOE    |
| 1995-1999 | Fortunato Silvestre Rubio | PSOE    |
| 1999-2003 | Fortunato Silvestre Rubio | PSOE    |
| 2003-2007 | Fortunato Silvestre Rubio | PSOE    |
| 2007-2011 | Luis Domingo Ollero       | PP      |
| 2011-2015 | Luis Domingo Ollero       | PP      |
| 2015-2019 | Luis Domingo Ollero       | PP      |
| 2019-2023 | Luis Domingo Ollero       | PP      |

## Patrimonio

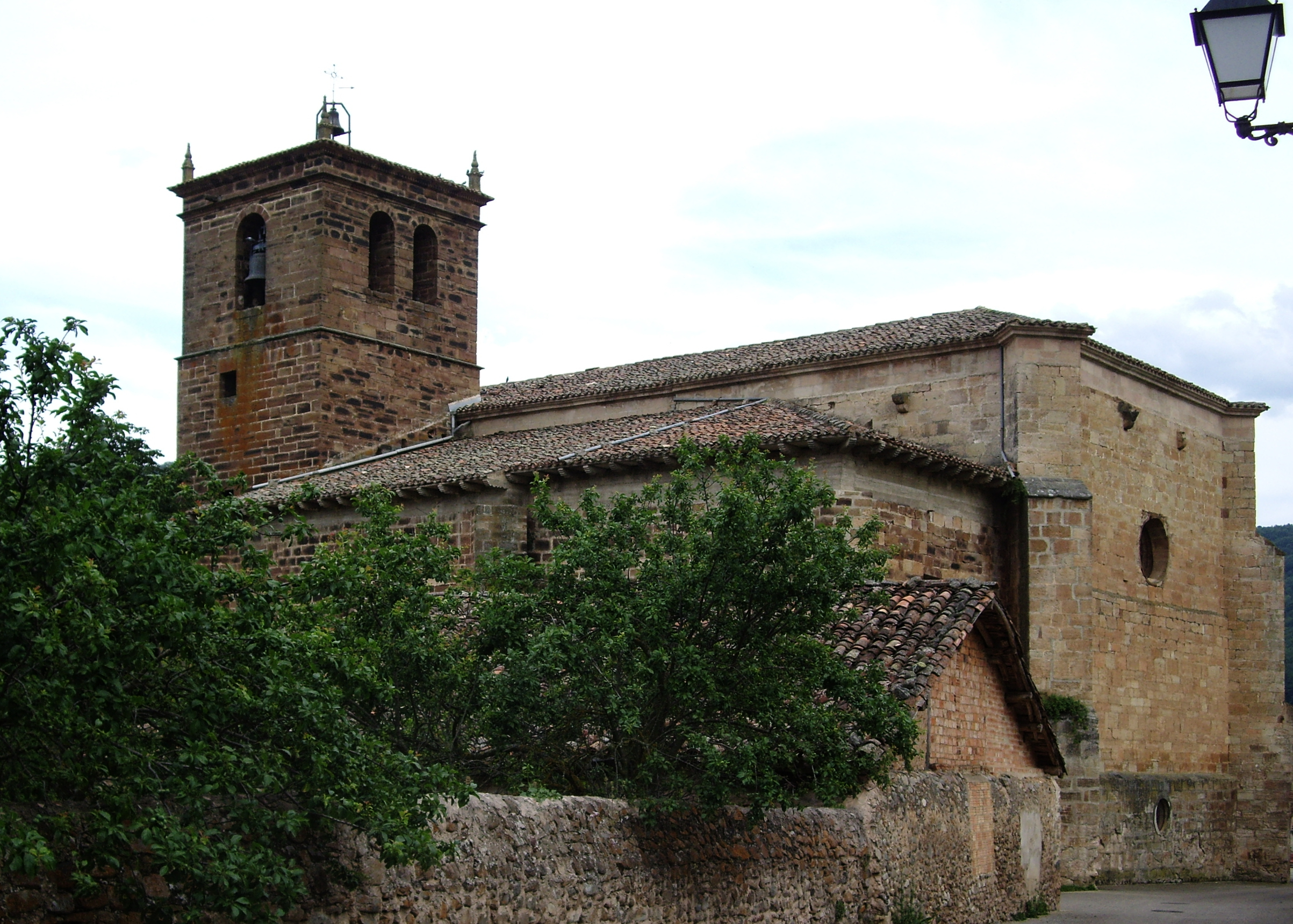
Iglesia parroquial de San Julián y Santa Basilisa

- Iglesia parroquial de San Julián y Santa Basilisa: Tiene incoado expediente como Bien de Interés Cultural en la categoría de Monumento con fecha de incoación de 1 de julio de 1982.[13]
- Ermita románica de la Ascensión. Está situada en la aldea de San Asensio de los Cantos. Tiene incoado expediente como Bien de Interés Cultural en la categoría de Monumento por el Ministerio de Cultura con fecha de 25 de junio de 1983. Se llamó primitivamente Monasterio de la Ascensión y fue donado en 1052 por el rey navarro García IV al Monasterio de Santa María la Real de Nájera, al que perteneció hasta la desamortización. Es de estilo románico ojival con dos arcos ligeramente apuntados. La planta del ábside es semicircular al interior (románico) y poligonal al exterior (gótico). Conserva pinturas sobe piedra.